# Ивицы (Вологодская область)
Ивицы — деревня в Кирилловском районе Вологодской области.
Входит в состав Алёшинского сельского поселения, с точки зрения административно-территориального деления — в Мигачевский сельсовет.
Расположена на правом берегу Шексны. Расстояние до районного центра Кириллова по автодороге — 27 км, до центра муниципального образования Шиндалово по прямой — 9 км. Ближайшие населённые пункты — Кабачино, Мыс, Сосуново, Каргач.
По переписи 2002 года население — 16 человек.

## Ссылки

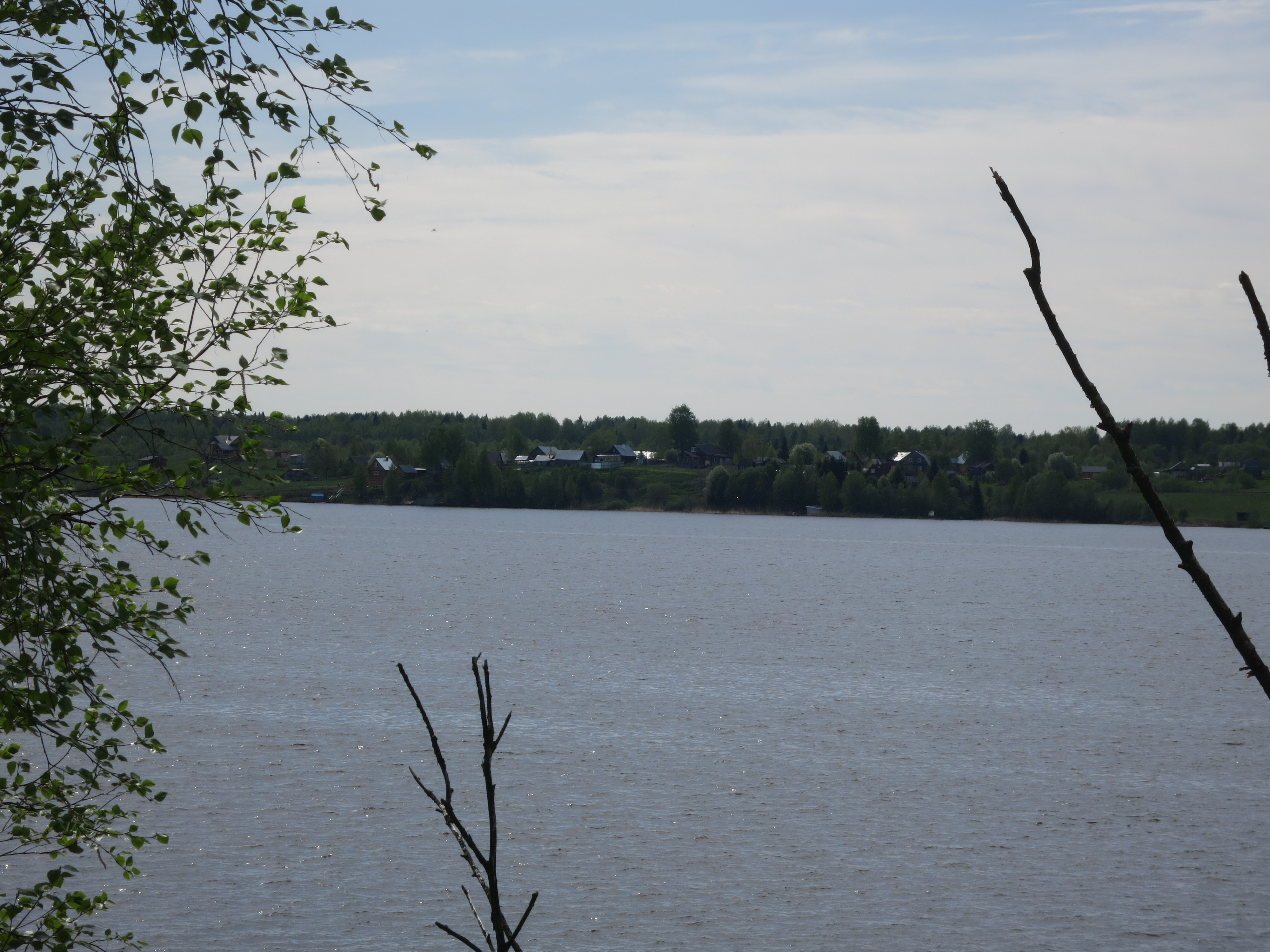
Вид на Ивицы с противоположного берега Шексны из Гориц